# Salbeck Mihály
Petrisi Salbeck Mihály, névváltozatok: Szalbeck, Salpöck (Jászvásár, 1709. május 9. – Gyulafehérvár, 1758. február 25.) bölcseleti doktor, Jézus-társasági áldozópap és tanár, Salbeck Ferenc és Salbeck Károly testvére.

## Élete
Salbeck Máté sószállító biztos fia. 1726-ban lépett a rendbe Trencsénben, majd letette a negyedik fogadalmat. Logikát és fizikát tanult Grazban 1730-31-ben. Tanította a humaniorákat, bölcseletet és a teológiát Kolozsvárt 1733-34-ben, Udvarhelyen 1736-ban. 1737 és 1740 között Nagyszombatban tanult teológiát. Tanított 1741-ben Székesfehérvárt, 1742-ben Besztercebányán, 1743-48-ban Kolozsvárt, 1750-ben Udvarhelyen és 1754-ben Gyulafehérvárt. Itt hunyt el 1758-ban.

## Munkái
- Septi-collis Dacia in octavo colle beata, gesti Haller de Hallerkő devoto. Honoribus... Neo-baccalaureorum... 1735. Claudiopoli
- Príma quinque Saecula Regni Mariani Apostolici ethice adumbrata... Claudiopoli, 1746
- Vera apostolicorum virorum idea. Dicata honoribus spectabilium... dominorum dum in... S. J. academia Claudiopolitana suprema aa. ll. & philosophiae laurea insignirentur... anno 1746. Claudiopoli